# Codex Wallerstein

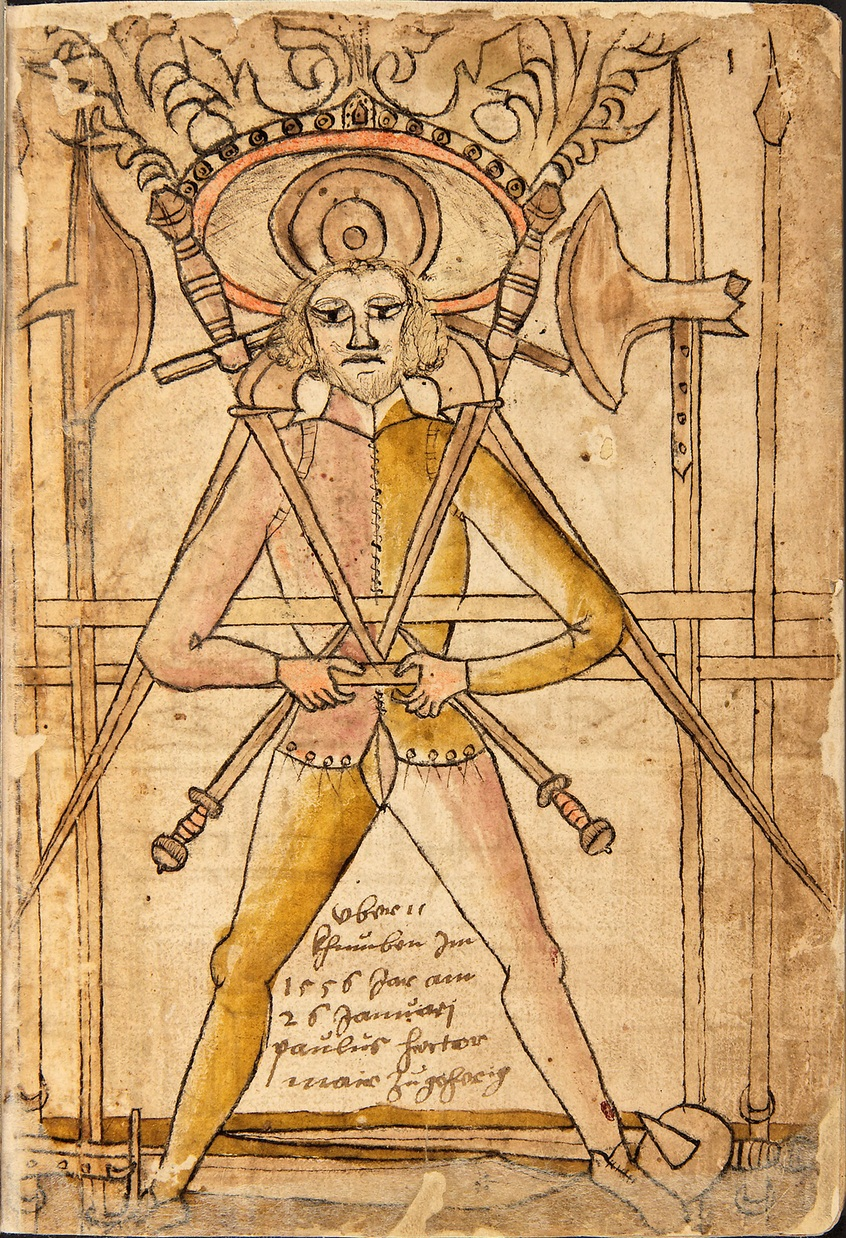
La première page présente un escrimeur équipé de plusieurs armes.

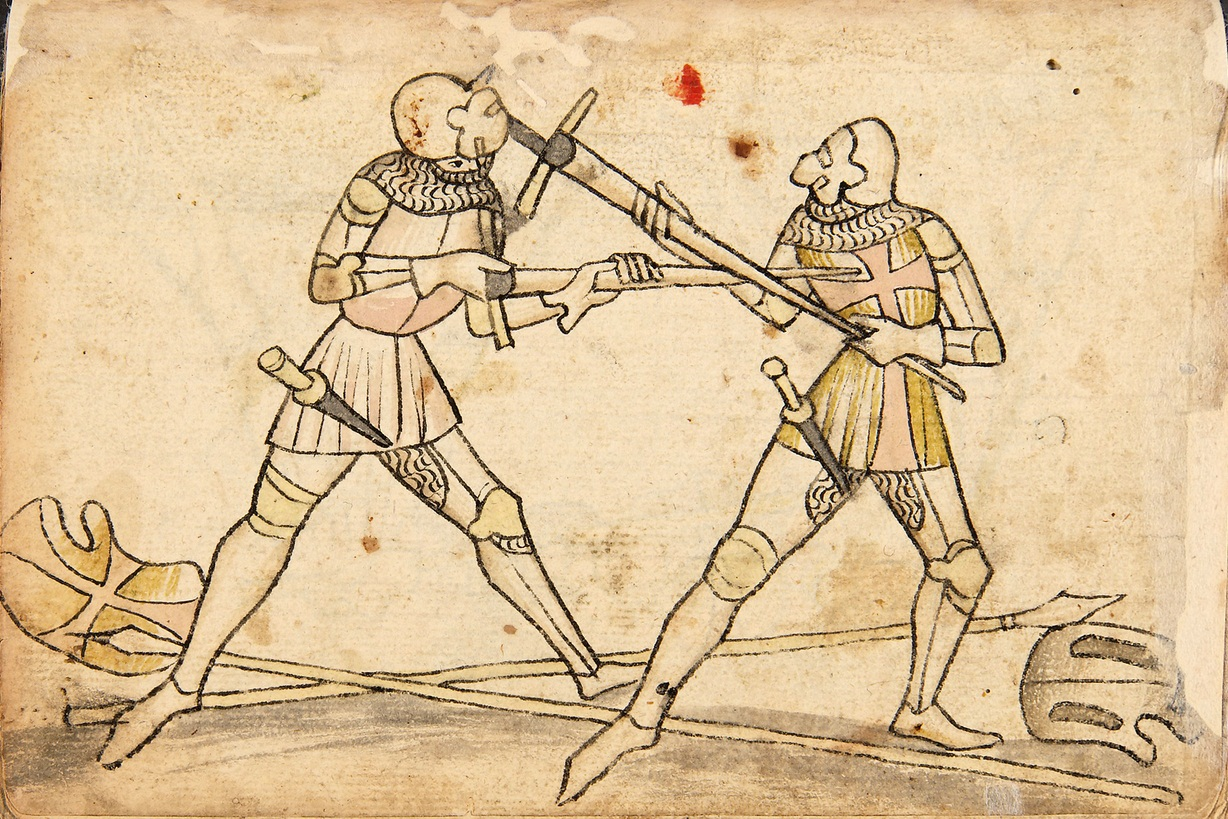
Illustration d'un coup en demi-épée contre un mordhau au cours d'un combat à l'épée en armure de plates. (Planche 214).

Le Codex Wallerstein ou  Vonn Baumanns Fechtbuch (Oettingen-Wallerstein Cod. I.6.4°.2, bibliothèque de l'Université d'Augsbourg) est une compilation datée du XVIe siècle de trois manuscrits fechtbuch du XVe siècle, et qui comporte un total de 221 pages.
À l'intérieur de la couverture se trouve l'inscription 1549. Vom baumanns 108, qui suggère que le manuscrit aurait appartenu à un certain Michael Baumann, recensé comme exerçant la profession de mercenaire dans les registres des impôts d'Augsbourg entre 1471 et 1495.
Le manuscrit est entré en possession de Paulus Hector Mair en 1556.
Après l'exécution de Mair en 1579, le manuscrit a probablement rejoint la collection de Marcus Fugger, dont la bibliothèque fut vendue par son petit-fils en 1653, cédant ainsi l'ouvrage à la bibliothèque Ottingen-Wallerstein.
Le style de combat présenté dans le manuscrit se rapporte en majeure partie au style préconisé par le maître escrimeur Johannes Liechtenauer au XVe siècle.
Certaines techniques sont également liées aux enseignements du maître d'armes italien du XIVe siècle Fiore dei Liberi.

## Contenu
La partie A traite du combat à l'épée à deux mains, à la dague et au messer.
La partie B est insérée en deux endroits, à l'intérieur de la partie A, et concerne des techniques de contrôle, de projection de l'adversaire à mains nues.
Ces parties A et B ont été rédigées aux environs de 1470 ; le papier est daté de 1464/5 d'après son filigrane.
La partie A est considérée comme l'une des sources du fechtbuch d'Albrecht Dürer de 1512.
La partie C est un peu plus ancienne : elle date de la première moitié du XVe siècle.
Le papier est daté de 1420, d'après son filigrane.
Cette partie traite du combat à l'épée longue, du combat en armure, du combat au bouclier, et de la lutte à mains nues.

### Partie A
- 3r-14v, 21r, 21v : techniques à l'épée longue
- 22r-28v : dague
- 29r-32v : messer

### Partie B
- 15r-20v, 33r-74r : lutte, projections
- 74v : représentation d'un vol à main armée (avec des instructions pour le voleur, précisant comment faire saigner le cou d'une victime dans un but d'intimidation)

[fo 75 vierge]

### Partie C
- 1r : dessin d'un escrimeur équipé de plusieurs armes, conservé comme page de titre dans le manuscrit compilé, et inscrit du nom de Paulus Hector
- 1v-2r : illustration sur la double page, présentant une arène de combat avec les spectateurs
- 76r-80v, 101r-102v : épée à deux mains
- 81r-91v, [fo 92 vierge] 93r-95v, 103r-108r : combat en armure
- 96r-96v, 98v : combat judiciaire, loi souabe (à l'épée)
- 97r-98r : combat judiciaire, loi francique (au gourdin)
- 98v-100v : lutte, projections (le fo 98v représente à la fois une image de lutte et une image de combat judiciaire)
- 108v : représentation d'une cérémonie de mariage[6]

La dernière page (fo 109r) présente un registre, écrit par Paulus Hector Mair (les fos 109v et 110 sont vierges).